# 70210 Cesarelombardi
70210 Cesarelombardi este o planetă minoră (asteroid) din centura de asteroizi. A fost descoperită pe 11 septembrie 1999 la  de osservatorio San Vittore⁠(d). 
Obiectul prezintă o orbită caracterizată de o semiaxă mare de 2,4293770805164 UAi, o excentricitate de 0,18192336001554, o înclinație de 1,8074501549398 ° în raport cu ecliptica.